# 王刚 (武警)
王刚（1972年12月—），新疆阿克苏市人，祖籍甘肃武威，曾任武警大校警官，现任中国人民武装警察部队新疆维吾尔自治区总队副参谋长。

## 生平
王刚系新疆阿克蘇一個普通農民家庭出身。18歲時因为一場發生於新疆南部的武裝暴動，讓他於1991年12月放棄大學夢转而加入武警。
到部隊时，王刚最初被分到炊事班，他心有不甘想入戰鬥班，於是就利用做完飯後戰友可能在玩或作其他事情的時間加強軍事鍛鍊，八個月後在年底軍事考核中拿了全中隊同屆兵冠軍，因而當年被隊長調到戰鬥班。
入伍第三年，王剛開始擔任代理排長，六次參加各級比武，六次榮立三等功。入伍第九年时任特勤中隊（現更名特戰一中隊）長。
王刚长期在南疆工作，截至2017年已参与处置10余起严重暴力恐怖事件。2002年2月20日，王刚率8名特战队员突击暴恐分子窝点时，一脚踢开了即将爆炸的爆炸物，同战友共同击毙暴恐分子4人，击伤活捉1人，缴获手雷2枚、枪支2支、炸药20公斤。2003年2月24日，巴楚县发生強震，左腿受伤的王刚率所部官兵连续13个昼夜抢险救援，被灾区群众誉为“永不疲倦的好巴郎”。2015年初，他調任第三支隊長。2015年9月，王刚率官兵在拜城县高原山区连续搜剿50多天，并亲自冲进暴恐分子躲藏的山洞，击毙多名暴恐分子。該任務後武警下令將战功彪炳的原武警新疆总队三支队和武警某部组建为特战支队，由他出任該特戰支隊長。成立之初他失眠幾為常態。
截至2017年，王刚先后立一等功2次，被武警部队评为“维稳工作先进个人”、第十九届“中国武警十大忠诚卫士”。
2017年7月，中央军委主席习近平签署命令，授予王刚等10位同志“八一勋章”。这是“八一勋章”首次颁授。王刚同时获授“赴汤蹈火、冲锋陷阵的反恐英雄”荣誉称号。2018年2月24日，当选为第十三届全国人大代表。2021年被評為第八屆全國道德模範。同时，他带领该支队长期与阿克苏市阿依库勒镇恰其村结成扶贫帮困对子，帮助该村的维吾尔族村民脱贫致富。阿克苏市尤喀克英巴扎村缺技术人员、资金不足，他就组织官兵帮贫户搞家庭养殖，助村里办果酱厂，拓扶贫产业。如今該村集体经济收入翻番，15户贫户全部脱贫。他还多次组织技术人员到伊宁市苏勒阿勒玛塔村帮扶，協助办刺绣纺织工厂，让村民凭哈萨克族传统柯赛绣手艺脱贫致富。
2022年初，他以全國人大代表身份赴北京參加兩會前認真爬梳前一年工作，並以之為基礎反覆思索如何促進虚拟现实、大数据、区块链等前沿科技在训练领域广泛应用，如何借助智慧靶场、兵棋推演、人机对抗等训练系统推动特战训练转型升级。

## 作風
王刚以身作則，對官兵的要求儘管苛刻卻是以自身能落實為前提，目的是在順利達成上級交待的任務同時作到己方零陣亡，但他也愛兵。另外他率部屬完成上級交待的戰鬥任務後不開慶功會亦不休整，而是複盤檢討以確保部隊無懈可擊。

## 愛好
王刚最喜歡的軍歌是〈打靶歸來〉，最愛的部隊菜則是馬鈴薯燒牛肉。
口頭禪是「看我的」、「跟我來」。

## 專長
王刚最拿手的軍事科目是射擊。

## 外部連結
- 赤胆忠心守护平安的反恐尖刀 - 中国军网|中国武警网 (archive.org)